# Preston (Washington)
Preston ist ein Gemeindefreies Gebiet und eine Trabantenstadt 35 km östlich von Seattle im King County im US-Bundesstaat Washington. Es wurde nach William T. Preston benannt,  einem der herausragendsten Zivilisten im United States Army Corps of Engineers Ende des 19./ Anfang des 20. Jahrhunderts.
Preston ist ein historischer Ort an der Nordostflanke des Tiger Mountain an der Interstate 90, dessen einstige Bedeutung in der Gewinnung und Verarbeitung von Holz bestand. Preston, in einer Höhenlage von 130 Metern, liegt in Pendler-Entfernung zu Seattle und Bellevue.
Der am Ort vorbeifließende Raging River mündet bei Fall City in den Snoqualmie River und bietet Raum für Freizeitaktivitäten wie Fliegenfischen und Schwimmen. Die Eastside Fire & Rescue unterhält eine nur mit Freiwilligen besetzte Feuerwache, Station 74, die das Gebiet um Preston versorgt; die Freiwilligen stammen aus Preston und angrenzenden Gemeinden.
Der Preston Community Club ist eine Freiwilligen-Organisation, die zum Zusammenhalt und zum Schutz der historischen Ortschaft gegründet wurde, indem sie Events im Ort organisiert und als Mittler zu lokalen und staatlichen Behörden auftritt. Mehrere kleine Geschäfte sind mit Wachstum des Ortes aus dem Boden geschossen, so z. B. der Preston General Store, Indoor Garden & Lighting, Coffee Too!, Subway und das Preston Post Office. Mehrere größere Firmen haben aus der guten Erreichbarkeit von Preston Vorteile gezogen, so der Getränkehersteller Talking Rain sowie die Firmen SanMar und Platt.

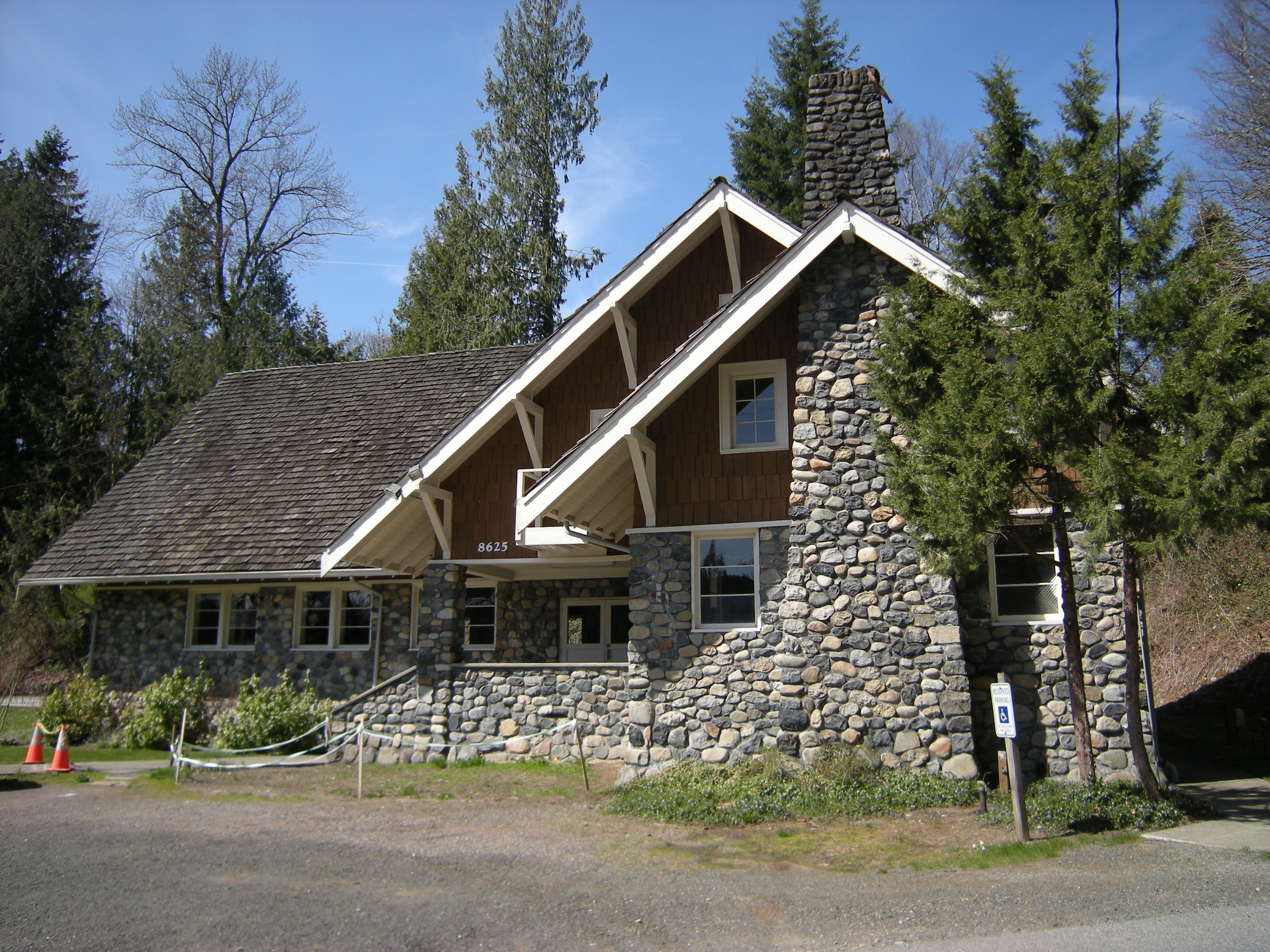
Das Preston Community Clubhouse, 1939 als Projekt der Works Projects Administration gebaut, wird im National Register of Historic Places aufgeführt.

## Umliegende Orte
| Sammamish | Fall City                                   |            |
| Issaquah  | Kompassrose, die auf Nachbargemeinden zeigt | Snoqualmie |
| Hobart    |                                             | North Bend |